# Asteroschema hemigymnum
Asteroschema hemigymnum är en ormstjärneart som beskrevs av Matsumoto 1915. Asteroschema hemigymnum ingår i släktet Asteroschema och familjen Asteroschematidae. Inga underarter finns listade i Catalogue of Life.